# Чеський Кубок пойштовни 1999
Чеський Кубок пойштовни 1999 — міжнародний хокейний турнір у Чехії в рамках Єврохокейтуру, проходив 2—5 вересня 1999 року у Зліні.

## Результати та таблиця
| 1. | Чехія     | *** | 3:0 | 4:2 | 3:1 | 3 | 3 | 0 | 0 | 10:3  | 6 |
| 2. | Фінляндія | 0:3 | *** | 4:3 | 2:2 | 3 | 1 | 1 | 1 | 6:8   | 3 |
| 3. | Швеція    | 2:4 | 3:4 | *** | 5:4 | 3 | 1 | 0 | 2 | 10:12 | 2 |
| 4. | Росія     | 1:3 | 2:2 | 4:5 | *** | 3 | 0 | 1 | 2 | 7:10  | 1 |

М — підсумкове місце, І — матчі, В — перемоги, Н — нічиї, П — поразки, Ш — закинуті та пропущені шайби, О — очки

## Найкращі гравці турніру
| Воротар  | Роман Чехманек   |
| Захисник | Петтері Нуммелін |
| Нападник | Давід Виборний   |

## Команда усіх зірок
| Воротар  | Роман Чехманек   |
| Захисник | Петтері Нуммелін |
| Захисник | Франтішек Кучера |
| Нападник | Петр Чаянек      |
| Нападник | Роман Шимічек    |
| Нападник | Магнус Вернблум  |